# اسین واران
اسین واران (انگلیسی: Esin Varan؛ زادهٔ ۲۳ اوت ۱۹۸۸) بازیگر و نویسنده اهل ترکیه است.